# Kami (Hyōgo)
Kami (香美町?) è una cittadina giapponese della prefettura di Hyōgo.

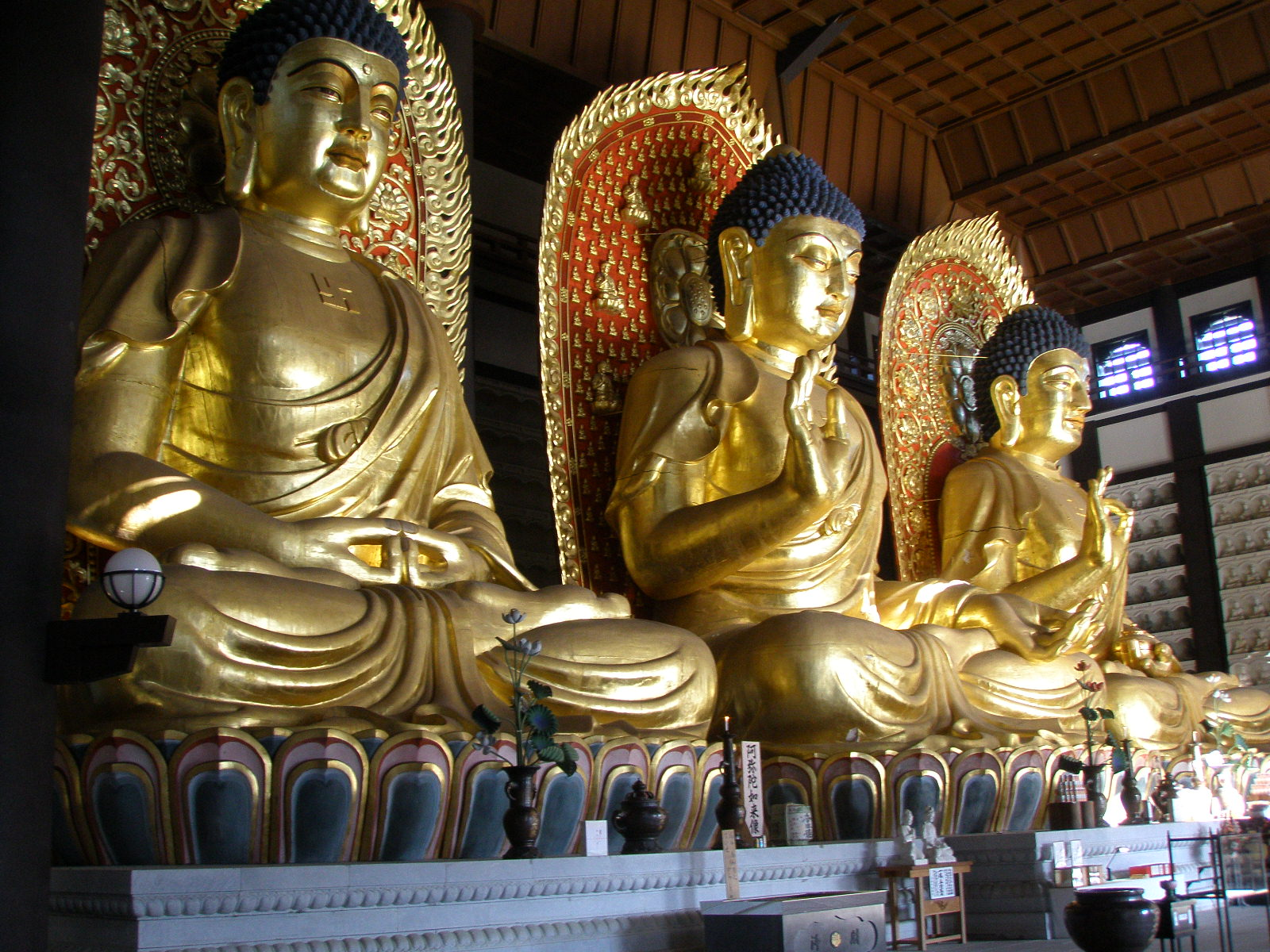
Chorakuji-daibutsu

È stata costituita il 1º aprile 2005 con l'unione delle municipalità di Kasumi, Mikata e Muraoka
Kami è compresa all'interno del San'in Kaigan Geopark.